# Vitaliano Marchini
Vitaliano Marchini (Melegnano, 18 febbraio 1888 – Melegnano, 29 luglio 1971) è stato uno scultore e docente italiano.

## Biografia
Vitaliano Antonio Marchini - questo il suo nome completo - era figlio di Angelo, cordaio originario di Carpiano e di Maria Stella Maestri di Cervignano. Sua madre morì poco dopo il parto. Vitaliano frequentò le scuole elementari a Melegnano e quando ebbe dodici anni suo padre lo condusse a Milano, dalla nonna materna, affinché imparasse un mestiere. Poi il padre si risposò ed ebbe un altro figlio, Ettore. Vitaliano fece il garzone fornaio, poi il garzone muratore, infine il garzone marmista. Rimase incantato davanti al monumento delle Cinque Giornate di Milano, opera dello scultore Giuseppe Grandi.
Nella bottega del marmista Vitaliano squadrava lastre di marmo e le levigava. Nelle ore libere tentava le sue prime opere scultorie: un volto, un mazzo di fiori. Disegnò Ritratto della nonna e un Autoritratto. Divorava libri e giornali. Fu accolto da un gruppo di abbozzatori di sculture in marmo e si esercitò a scolpire col marmo, col legno, con metalli, anche con la creta. Per 100 lire vendette la sua prima scultura Testa di un bambino, che fu esposta alla Mostra Permanente di Milano dove non passò inosservata. Vitaliano Marchini aveva allora 18 anni.
Frequentò lo studio dello scultore Luigi Panzeri e nel 1908 scolpì un busto in gesso del suo maestro elementare, Alfonso Pirani, per il quale modellò panche una targa con dedica. Nel 1910 con Autoritratto approdò alla Biennale di Venezia e vi tornerà nel 1930 con la scultura Donna seduta su un masso e poi nel 1932. Partecipò a un Concorso bandito dall’Accademia di Brera con Prime fatiche e ottenne in premio 2.500 lire.
Nel 1910 scolpì una statua in bronzo per la tomba di Sanson Carlo Subert al Riparto israelitico del Cimitero Monumentale di Milano.

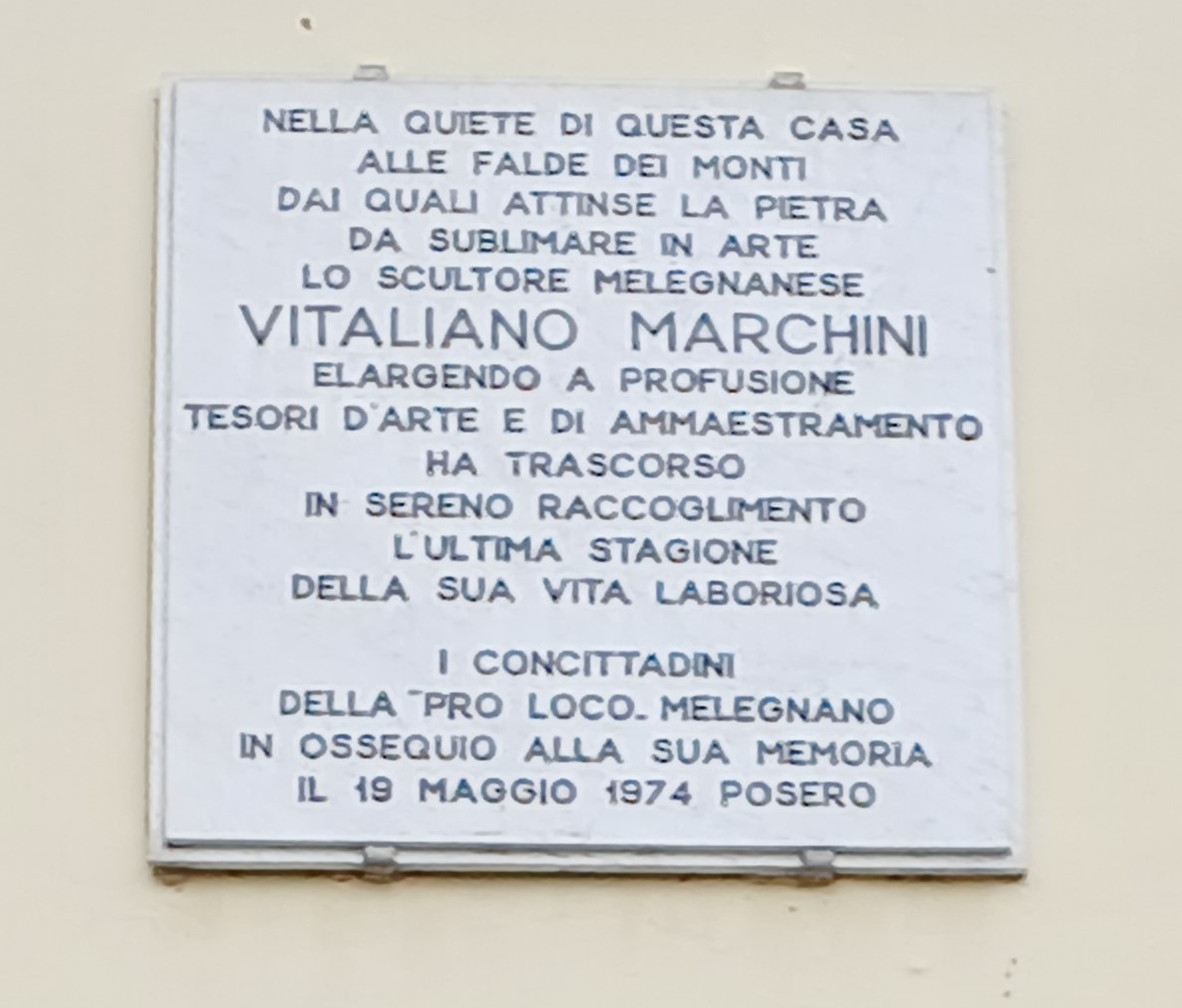
Lapide in sua memoria a Mergozzo

Nel 1912 al concorso "Fumagalli" di scultura partecipò con il gruppo marmoreo Piccola madre e meritò un premio di 3.200 lire. Pochi anni dopo l’Accademia di Brera lo nominò Socio Onorario.
Nel 1914 Marchini ottenne l’incarico di costruire una cappellina in marmo, con un bassorilievo raffigurante San Francesco d’Assisi che riceve le stimmate. 
Allo scoppio della Grande guerra partì per il fronte, prima come fante nel VII Reggimento Fanteria, poi come tenente nel II Reggimento Alpini.
Per la chiesa di Sant’Ambrogio a Varese scolpì un Sant’Ambrogio fra il popolo e i dotti. Per la nuova facciata del duomo di Domodossola fu incaricato di scolpire le due statue di San Gervasio e San Protasio. Una sua scultura è in cima ad un pinnacolo del Duomo di Milano e un'altra è su un pilone a destra dell'altare maggiore.
A Melegnano Vitaliano Marchini sposò Piera Zucchelli e nel 1939 andò ad abitare a Milano, in un appartamento in Via Solferino. Schivo e riservato, abituato a lunghe e solitarie meditazioni, Marchini era un artista riflessivo e controllato. Le sue sculture erano semplici, essenziali.

### La didattica
Vinse il concorso come insegnante titolare di Figura modellata al Liceo artistico di Milano, dove insegnò dal 1928 al 1938. Nel 1929 ebbe anche la Direzione della Scuola superiore degli Artefici, annessa alla Regia Accademia. Alla morte di Adolfo Wildt, a Marchini fu affidata la supplenza di Scultura decorativa, alla Scuola di Scultura dell’Accademia di belle arti di Brera, supplenza che tenne fino al 1934, quando divenne titolare di questa cattedra. Inaugurò e diresse per quattro anni la Scuola dei Marmisti del Duomo di Milano, alla cava di marmo di Candoglia. Nel gruppo scultoreo Le amiche, bronzo del 1931 - un caposaldo della sua arte - ha espresso una sobria derivazione dal purismo.
Dopo 32 anni ininterrotti, nel 1969 lasciò l’insegnamento all'Accademia di Brera e si ritirò a Mergozzo, di cui Candoglia è una frazione, dove la sua famiglia si era rifugiata dal 1943, in seguito ai bombardamenti di Milano, quando aveva perso la casa. Marchini stendeva note biografiche e continuava a scolpire, ma direttamente dal tronco di un albero o da una tavola rozza. Nelle ultime opere era influenzato da geometrizzazioni della scuola di Wildt e si mostrò più aderente ai modi del Novecento scultoreo italiano. 
Costruì in marmo rosa e in granito una Cappella, dedicata alla Madonna del viandante, sulla strada Mergozzo-Fondo Toce, e nel 1966 scolpì la grande statua di San Gaudenzio, in granito bianco del Montorfano (altra frazione del Comune di Mergozzo), che fu collocata su una parete di quella cava. Sue opere sono anche all'Ospedale di Niguarda e al Palazzo di Giustizia di Milano.